# Cameraria lobatiella
Cameraria lobatiella là một loài bướm đêm thuộc họ Gracillariidae. Nó được tìm thấy ở Hoa Kỳ (California).
Chiều dài cánh trước là 2.8-3.8 mm.
Ấu trùng ăn Quercus douglasii, Quercus kelloggii và Quercus lobata. Chúng ăn lá nơi chúng làm tổ. Tổ nằm ở mặt trên của lá.